# MAGAZINE
『MAGAZINE』（マガジン）は、日本のポップ歌手黒木メイサの1枚目のフルスタジオアルバムである。gr8!Recordsより2011年1月26日に発売された。

## 背景
本作は、後述する通り雑誌仕様になっている。この発想は、黒木が2年間の音楽活動の中で初期とアルバム制作時では音楽に対する向き合い方に変化があり、それを全て伝えたいと思ったところから生まれた。今まで「強い女性像」をイメージして音楽活動をやってきたと自負する黒木だが、本作は「強い人でも弱い部分や隠したい部分があり、それを人に見せたり自分で認めることで違う強さが身に付くのではないか」という考えから、黒木の素の部分や弱い部分が出されている。黒木自身は制作期間中は「素直に自分と向き合えた」と語り、余計な事を考えずに、「今この曲を歌いたい」「この曲を届けたい」と思ったままに表現された内容になっていると述べている。
2010年10月に恵比寿ガーデンホールで行われた黒木初のワンマンライブ「1st sololive "ATTITUDE2010"」の後に制作が開始された。『タワーレコード』とのインタビューによると、制作は「短期集中」で行われた。収録曲の一部は、ライブで観客に書いて貰ったアンケートの結果が反映されている。例えば、「もっと歌を聴きたい」との意見に応えて制作されたのが、「Say Good Night☆」「Somewhere...」「Why??」といったミッド・バラードである。ほとんどの楽曲は日本で録音されたが、プロデューサーのJeff Miyaharaの手引きで「BYE BYE MY FRIEND」「CELEBRATE」の2曲はロサンゼルスで録音された。

## 構成
シングル「SHOCK-運命-」「5-FIVE-」「LOL!」に加え、急遽収録された「Wasted」など計14曲からなる。クールなサウンドから始まり、切ないバラードまでバラエティに富んだ内容になっている。7曲目の「Say Good Night☆」は当初は収録される予定は無かったが、「Somewhere...」を録音しているときに、気持ちが変わり、急遽、翌日録音した。
初回盤A、初回盤B、通常盤の3形態で発売。初回盤の大きさは216mm×281mm、厚さは10mmある。題名に因んで50ページの雑誌形式になっており、黒木を含む制作者へのインタビューや各楽曲の解説などが掲載されている。また、レスリー・キーによる撮り下ろし写真も掲載。初回盤Aには、シングル曲を含む全7曲のミュージック・ビデオが収録され、ブックレットには各ビデオの解説やオフショットが掲載されている。初回盤Bには、2010年10月に恵比寿ガーデンホールで開催された黒木初のワンマンライブの映像が収録され、ブックレットにはライブの解説とオフショットが掲載されている。初回盤はいずれも、1万枚限定生産である。

## 批評
| 専門評論家によるレビュー | 専門評論家によるレビュー |
| レビュー・スコア         | レビュー・スコア         |
| 出典                     | 評価                     |
| ------------------------ | ------------------------ |
| WHAT's IN?               | 肯定                     |
| リッスンジャパン         | 肯定                     |

『WHAT's IN?』の渡辺淳は、「シングル曲を含め、R&B、エレクトロなど最新のグローバルなポップ・シーン、チャート状況とリンクするサウンド、音楽性。自身の心に正直に生きることの大切さが、強く、ときに切なく、深い表現力を備えたボーカル、歌詞の世界から伝わる」とコメントした。『リッスンジャパン』は、「徹頭徹尾ダンサブルな内容」と批評し、「エレクトロ、ハウス、ヒップホップ、ハウスなど様々なクラブ・ミュージックをハイブリッドした本格的な作りになっている。」とコメントした。

## チャート成績
2011年2月7日付けのオリコン週間チャートで初登場及び最高6位を記録。同日付けのBillboard JAPAN Top Albumsでも初登場及び最高6位。

## 収録曲

### CD
1. Intro-MAGAZINE-　(1:03)
  - 作曲：U-Key zone
2. LOL!　(4:04)
  - 作詞：カミカオル　作曲：JUNE

ネスレ「キットカット」CMソング
3. SWITCH⇔　(4:28)
  - 作詞：MOMO"mocha"N.　作曲：U-Key zone
4. BYE BYE MY FRIEND　(3:38)
  - 作詞：カミカオル　作曲：Robert T. Gerongco・Samuel T.、Jedediah Harper、Jeff Miyahara
5. CELEBRATE　(4:20)
  - 作詞：カミカオル　作曲：Fredro Odesjo・Andreas Levander・Jeff Miyahara
6. SHOCK-運命-　(3:44)
  - 作詞：Meisa・CLONE・Jeff Miyahara　作曲：Meisa・Jeff Miyahara・Jeremy Soule

キリン「COLA SHOCK」CMソング
7. Say Good Night☆　(4:27)
  - 作詞：U-Key zone 作曲：MOMO“mocha”N.
8. As I Am　(3:48)
  - 作詞：MOMO“mocha”N.　作曲：U-Key zone
9. Why??　(3:58)
  - 作詞：MOMO“mocha”N.　作曲：JUNE
10. Loneliness　(3:28)
  - 作詞：Nao'ymt　作曲：Nao'ymt
11. LOVEHOLIC　(3:20)
  - 作詞：カミカオル　作曲：カミカオル,＆ee.c
12. Wasted　(3:04)
  - 作詞：SHOCO FUJIBAYASHI　作曲：Meisa・Jeff Miyahara
13. 5-FIVE-　(4:01)
  - 作詞：Kanata Okajima・Jeff Miyahara　作曲：Jeff Miyahara＆Yuichi Hayashida
14. Somewhere...　(4:37)
  - 作詞：MOMO“mocha”N.　作曲：U-Key zone

### DVD

#### 初回生産限定盤A
1. Like This (MUSIC VIDEO)
2. Bad Girl (MUSIC VIDEO)
3. Criminal (MUSIC VIDEO)
4. SHOCK-運命- (MUSIC VIDEO)
5. Are ya Ready? (MUSIC VIDEO)
6. 5-FIVE- (MUSIC VIDEO)
7. LOL! (MUSIC VIDEO)

#### 初回生産限定盤B
2010年10月に恵比寿ガーデンホールにて行われた「MEISA KUROKI 1st solo live "ATTITUDE 2010"」のライブ映像。
1. Opening
2. Hear the Alarm?
3. SHOCK-運命-
4. Bad Girl
5. Awakening
6. Are ya Ready?
7. Kind Of Guy
8. Stand Up!
9. LOL!
10. MC
11. Wasted

## チャート
| チャート (2011年)          | 最高 順位 |
| -------------------------- | --------- |
| オリコン週間               | 6         |
| Billboard JAPAN Top Albums | 6         |

### 売上と認定
| チャート                    | 売上   |
| --------------------------- | ------ |
| オリコンチャート フィジカル | 22,000 |